# پوتی (نرم‌افزار)
پوتی یا پاتی (به انگلیسی: PuTTY) یک شبیه‌ساز ترمینال، کنسول رایانه‌ای و برنامه‌ای برای انتقال فایل است که به صورت یک نرم‌افزار آزاد توسعه داده می‌شود. این برنامه از چندین پروتکل محتلف از جمله SCP, SSH، تلنت و rlogin پشتیبانی می‌کند. نام PuTTY معنی خاصی ندارد، TTY اختصاری است که در یونیکس برای کلمه Teletype استفاده می‌شود و نام ترمینال است. این برنامه در اصل برای سیستم‌عامل مایکروسافت ویندوز نوشته شده است، اما به چند سیستم‌عامل مختلف دیگر هم پورت شده است. پورت‌های رسمی از این برنامه برای سیستم‌عامل‌های شبه یونیکس وجود دارند. پورت‌هایی هم برای مک اواس ده و مک اواس در حال توسعه هستند و همچنین به صورت غیررسمی، پورت‌هایی برای سیمبیانو ویندوز موبایل وجود دارد. پوتی توسط سیمون تاتام نوشته شده است. توسعه پوتی به سال ۱۹۹۸ برمی‌گردد و از اکتبر سال ۲۰۰۰ به مرحله قابل استفاده بودن به عنوان یک کلاینت SSH-2 رسید.